# Donja Tramošnica (Republika Serbska)
Donja Tramošnica (cyr. Доња Трамошница) – wieś w Bośni i Hercegowinie, w Republice Serbskiej, w gminie Pelagićevo. W 2013 roku liczyła 381 mieszkańców.